# Sergio Galdós
Sergio Galdós León (Arequipa, Perú; 2 de enero de 1990) es un extenista  peruano. Tiene 35 años.  Durante casi 10 años fue la raqueta N° 1 de Perú en dobles en el ranking ATP.

## Carrera
Su mejor ranking individual es el N.º 590 alcanzado el 11 de junio de 2012, mientras que en dobles logró la posición 89 el 31 de octubre de 2016.
Ha logrado hasta el momento 7 títulos de la categoría ATP Challenger Tour, así como también ha obtenido varios títulos Futures tanto en individuales como en dobles.

### Copa Davis
Desde el año 2009 es participante del Equipo de Copa Davis de Perú. Tiene en esta competición un récord total de partidos ganados/perdidos de 12/6 (5/1 en individuales y 7/5 en dobles).

### 2013
En el mes de marzo ganó su primer título de la categoría ATP Challenger Series. Junto al argentino Marco Trungelliti como pareja ganaron el Challenger de Salinas, derrotando en la final a la pareja sudafricana Jean Anderson y Izak van der Merwe por 6-4, 6-4. Dos meses más tarde en tierras centroamericanas ganó su segundo título en el Challenger de Panamá junto al chileno Jorge Aguilar como compañero. Derrotaron en la final al ecuatoriano Júlio César Campozano y al colombiano Alejandro González por 6-4, 6-4. Y para culminar un buen año en cuanto a títulos se refiere consiguió su tercer título en el mes de julio ganando el Challenger de Manta. Junto al salvadoreño Marcelo Arévalo derrotaron en la final a la pareja colombiana Alejandro González y Carlos Salamanca por 6-3, 6-4.

### 2014
Comenzó su temporada junto a Martin Alund en el Challenger de Bucaramanga perdiendo en primera ronda de dobles. Después jugó la serie de copa Davis ante Bolivia de visita y logró darle un punto a Perú en el cuarto punto derrotando a Federico Zeballos en cinco sets. Al mes siguiente hizo dupla con Ariel Behar en el Challenger de Salinas y volvió a perder en primera ronda. En el mes de marzo disputó dos Futures en Perú perdiendo en singles las dos veces en primera ronda y en dobles junto a Duilio Beretta en el primer future llegaron a semifinales. A finales de abril logró por última vez en el Challenger de Cali pasar la clasificación de un challenger y lograr puntos ATPs, mientras que en dobles junto a Roberto Maytin llegaron a cuartos de final. Entre mayo y julio disputó ocho challengers en Italia logrando como mejor resultado en dobles, final en el Challenger San Benedetto junto al Boliviano Hugo Dellien.

## Títulos ATP (0; 0+0)

### Dobles (0)
| Leyenda                         |
| Grand Slam (0)                  |
| ATP World Tour Finals (0)       |
| ATP World Tour Masters 1000 (0) |
| ATP World Tour 500 (0)          |
| ATP World Tour 250 (0)          |

#### Finalista (1)
| N° | Fecha               | Torneo    | Superficie | Pareja         | Oponentes en la final           | Resultado |
| 1. | 5 de agosto de 2017 | Los Cabos | Dura       | Roberto Maytín | Juan Sebastián Cabal Treat Huey | 2-6, 3-6  |

## Títulos ATP Challenger Tour (14; 0+14)

### Dobles (14)
| No. | Fecha      | Torneo                      | Superficie | Pareja             | Rivales en la final                           | Resultado           |
| 1.  | 02.03.2013 | Challenger de Salinas       | Tierra     | Marco Trungelliti  | Jean Anderson Izak van der Merwe              | 6-4, 6-4            |
| 2.  | 20.04.2013 | Challenger de Panamá        | Tierra     | Jorge Aguilar      | Júlio César Campozano Alejandro González      | 6-4, 6-4            |
| 3.  | 07.07.2013 | Challenger de Manta         | Dura       | Marcelo Arévalo    | Alejandro González Carlos Salamanca           | 6-3, 6-4            |
| 4.  | 23.11.2014 | Challenger de Lima          | Tierra     | Guido Pella        | Marcelo Demoliner Roberto Maytín              | 6-3, 6-1            |
| 5.  | 12.09.2015 | Challenger de Barranquilla  | Tierra     | Marcelo Arévalo    | Duilio Beretta Mauricio Echazú                | 6-1, 6-4            |
| 6.  | 24.09.2016 | Challenger de Santos        | Tierra     | Máximo González    | Rogério Dutra Silva Fabrício Neis             | 6-3, 5-7, [14-12]   |
| 7.  | 29.10.2016 | Challenger de Lima          | Tierra     | Leonardo Mayer     | Ariel Behar Gonzalo Lama                      | 6-2, 7-6(9)         |
| 8.  | 12.11.2016 | Challenger de Bogotá        | Tierra     | Marcelo Arévalo    | Ariel Behar Gonzalo Escobar                   | 6-4, 6-1            |
| 9.  | 08.04.2017 | Challenger de Panamá        | Tierra     | Caio Zampieri      | Kevin Krawietz Adrián Menéndez-Maceiras       | 1-6, 7-6(5), [10-7] |
| 10. | 12.08.2017 | Challenger de Floridablanca | Tierra     | Nicolás Jarry      | Sekou Bangoura Evan King                      | 6-3, 5-7, [10-1]    |
| 11. | 02.05.2021 | Challenger de Salinas 2     | Tierra     | Nicolás Barrientos | Antonio Cayetano March Thiago Agustín Tirante | Walkover            |
| 12. | 20.06.2021 | Challenger de Forli         | Tierra     | Orlando Luz        | Pedro Cachín Camilo Ugo Carabelli             | 7-5, 2-6, [10-8]    |
| 13. | 10.07.2021 | Challenger de Salzburgo     | Tierra     | Facundo Bagnis     | Robert Galloway Alex Lawson                   | 6-0, 6-3            |
| 14. | 30.10.2021 | Challenger de Lima 2        | Tierra     | Gonçalo Oliveira   | Tomás Barrios Alejandro Tabilo                | 6–2, 2–6, [10–5]    |

## Títulos ITF

### Dobles (18)
| N.º | Fecha                 | Torneo         | Superficie    | Pareja                  | Oponentes en la final                        | Resultado           |
| --- | --------------------- | -------------- | ------------- | ----------------------- | -------------------------------------------- | ------------------- |
| 1.  | Agosto 2007           | F3 Arequipa    | Tierra batida | Facundo Bagnis          | Francisco Franco Matías Silva                | 6-4, 7-6(7)         |
| 2.  | Diciembre 2009        | F3 Lima        | Tierra batida | Leandro Migani          | Mauricio Doria-Medina Federico Zeballos      | 6-4, 6-4            |
| 3.  | Septiembre 2010       | F3 Tarija      | Tierra batida | Mauricio Echazú         | Adam El Mihdawy Eduardo Kohlberg Ruiz        | 6-1, 6-4            |
| 4.  | Abril 2011            | F2 Santiago    | Tierra batida | Duilio Beretta          | Guillermo Hormazábal Rodrigo Pérez           | 5-7, 7-6(5), [10-5] |
| 5.  | Agosto 2011           | F1 Lima        | Tierra batida | Duilio Beretta          | Martín Cuevas Guido Pella                    | 6-4, 6-0            |
| 6.  | Octubre 2011          | F2 Cochabamba  | Tierra batida | Guido Pella             | Mauricio Doria-Medina Federico Zeballos      | 6-3, 6-2            |
| 7.  | Octubre 2011          | F3 Santa Cruz  | Tierra batida | Guido Pella             | Felipe Soares Thales Turini                  | 3-6, 6-2, [10-8]    |
| 8.  | Abril 2012            | F6 Villa María | Tierra batida | Renzo Olivo             | Tomás Lipovsek Puches Juan Pablo Ortíz       | 1-6, 6-4, [10-4]    |
| 9.  | Abril 2012            | F8 Neuquén     | Tierra batida | Diego Hidalgo           | Cristóbal Saavedra Corvalán Juan Carlos Sáez | 3-6, 6-3, [10-6]    |
| 10. | Septiembre 2012       | F3 Quito       | Tierra batida | Duilio Beretta          | Mauricio Echazú Guillermo Rivera Aránguiz    | 6-2, 6-1            |
| 11. | Octubre 2012          | F5 Santa Cruz  | Tierra batida | Mauricio Echazú         | Hugo Dellién Mauricio Doria-Medina           | 6-3, 6-3            |
| 12. | Diciembre 2012        | F28 Río Cuarto | Tierra batida | Mateo Nicolás Martínez  | Franco Agamenone José Ángel Carrizo          | 7-6(3), 6-4         |
| 13. | Mayo 2013             | F5 Villa María | Tierra batida | Juan Pablo Amado        | Hernán Casanova Juan Ignacio Galarza         | 6-1, 6-2            |
| 14. | Mayo 2013             | F6 Río Cuarto  | Tierra batida | Duilio Beretta          | Franco Agamenone José Ángel Carrizo          | 4-6, 6-4, [10-1]    |
| 15. | Junio 2013            | F8 Arroyito    | Tierra batida | Duilio Beretta          | Daniel Dutra da Silva Pablo Galdón           | 6-0, 7-5            |
| 16. | Septiembre 2014       | F6 Ibarra      | Tierra batida | Marco Trungelliti       | Kevin King Juan Carlos Spir                  | 7-6(5), 7-6(2)      |
| 17. | 16 de junio de 2019   | M25 Huelva     | Tierra batida | Juan Pablo Varillas     | Mateusz Kowalczyk Maciej Smola               | 6-2, 6-4            |
| 18. | 15 de febrero de 2020 | M25 Lima       | Tierra batida | Conner Huertas del Pino | Nicolás Álvarez Jorge Brian Panta            | 6-4, 4-6, [10-5]    |